# I Don't Care If the Sun Don't Shine
I Don't Care If the Sun Don't Shine (En esp. "No me importa si el sol no brilla") es una canción popular estadounidense escrita por Mack David. El tema fue concebido originalmente para la película animada de Disney Cenicienta, pero no se utilizó como parte de la banda sonora de la cinta en la impresión final.
La versión más popular, además de la popularizada por Elvis Presley en 1954, fue grabada por Patti Page en 1950. 
La grabación de Page fue lanzada al mercado con el número de catálogo 5396 a través de una compañía de Chicago conocida como Mercury Records, y alcanzó por primera vez la lista de Billboard el 20 de mayo de 1950. Duró nueve semanas y alcanzó el puesto número 8. Fue su primer éxito en el top 10, y grabó la canción nuevamente en 1959 para su álbum I'll Remember April.

## Versión de Elvis Presley
En 1954 Elvis Presley escogió esa canción para grabarla en sus sesiones en Sun Records como cara B del sencillo que tenía a Good rocking tonight en su lado A. La canción fue editada por la compañía Sun el 25 de septiembre de ese mismo año.
I Don't Care If the Sun Don't Shine y Good Rocking Tonight constituyeron el segundo sencillo de Elvis como cantante profesional en la compañía Sun Records, luego de su primer disco exitoso que contenía la dupla That's All Right y Blue Moon of Kentucky. Apenas un año antes Elvis había captado la atención de Marion Keisker, cuando el joven Elvis con solo 19 años ingresara a la compañía grabadora de Memphis para grabar por 4 dólares estadounidenses un disco simple como regalo de cumpleaños a su madre.
La especial importancia que tomó esta canción en la interpretación del estilo rockabilly de Elvis fue que ayudó a forjar las bases del rock and roll, junto a temas como los ya antes mencionados: Mystery Train, Milk Cow Blues, y otros que luego de que Sun vendiera el contrato y los derechos de las canciones grabadas por Elvis a la compañía RCA, Sun editaría todo ese material en el álbum The Sun Sessions.

## En la cultura popular
El 28 de marzo de 1950  el cantante y actor Dean Martin grabó  la canción bajo el sello de la compañía Capitol Records.  La versión de Dean Martin de I Don't Care If the Sun Don't Shine fue editada tres años más tarde en 1953 para la película Scared Stiff, conocida en el mundo hispano como El castillo maldito, donde él actuaba junto a Jerry Lewis.   Patti Page  también interpretó el tema para una película, en este caso Las aventuras de Priscilla, reina del desierto 